# Neil Larsen
Neil Larsen (Cleveland (Ohio), 7 augustus 1948) is een Amerikaans bespeler van allerlei toetsinstrumenten, voornamelijk elektronische.
Larsen groeide op in Sarasota (Florida). Vanuit Florida vertrok Larsen in eerste instantie naar New York, het toenmalige centrum van de muziek. Toen dat meer in Californië kwam te liggen (denk aan Hotel California van The Eagles) verhuisde Larsen mee. Larsen speelde als studiomuzikant (dat wil zeggen geen vaste band) mee op een aantal albums van derden waaronder die van Rickie Lee Jones met haar single Chuck E.'s in love. Ook George Harrison en Kenny Loggins schakelden hem in. Larsen was zelf meer liefhebber van de jazzrock annex fusion en dat kwam tot zijn recht in de band Larsen-Feiten Band, samen met Buzz Feiten. Eerder al speelden ze samen in Full Moon.
Vanaf 1978 mocht Neil Larsen ook een aantal soloalbums opnemen, die in Europa vrijwel onbekend zijn gebleven. Ze kwamen uit op het in eerste instantie Amerikaanse platenlabel A&M Records. Zijn muziek werd ook door derden uitgevoerd. Larsen werd vaak ingeschakeld door producers Stewart Levine, Lenny Waronker, Russ Titelman, Tommy Lipuma; die laatste bracht Larsen in contact met A&M.
Artiesten die met Larsen hebben opgenomen: Don McLean, Dan Fogelberg, Ray Baretto en Bonnie Bramlett. George Benson, Gregg Allman en zelfs Miles Davis namen composities van hem op. In de eerste jaren van de 21e eeuw toerde Larsen met B.B. King, Robben Ford (nog steeds) Rickie Lee Jones en Gregg Allman en Will Smith. Met Robben Ford, Will Smith en Diana Krall zat hij ook weer in de geluidsstudio. 2008 bracht hem een tournee met Leonard Cohen. Tijdens die tournee merkte de muziekpers op, hoe onopvallend Larsen altijd aanwezig was, spelend op zijn hammondorgel.
De muziek van de advocatenserie Boston Legal is deels van hem, nadat hij al eerder muziek had geschreven voor Ally McBeal.   

## Discografie
- 1977: Jungle fever
- 1979: High gear (genomineerd voor een Grammy Award) met Michael Brecker, Buzz Feiten, Steve Gadd en Paulinho da Costa)
- 1987: Through any window
- 1989: Smooth talk
- 2007: Orbit (met Robben Ford en Jimmy Haslip)

Zijn albums zijn zeer moeilijk te krijgen in 2011, zelfs de compact disc-versies zijn schaars.
- Gemeinsame Normdatei: 134566661
- International Standard Name Identifier: 0000 0000 7262 8594
- Library of Congress Control Number: n92002275
- MusicBrainz: cd9f667a-6556-47ee-8c76-cbed0f51315c
- Nationale Bibliotheek van Tsjechië: xx0202550
- Nederlandse Thesaurus van Auteursnamen: 10506100X
- Virtual International Authority File: 45951182
- WorldCat: E39PBJvhr4Hkc4kbjRjbrfr6rq